# Chalcis resus
Chalcis resus är en stekelart som beskrevs av Walker 1850. Chalcis resus ingår i släktet Chalcis och familjen bredlårsteklar.
Artens utbredningsområde är Sierra Leone. Inga underarter finns listade i Catalogue of Life.